# Dilecti filii

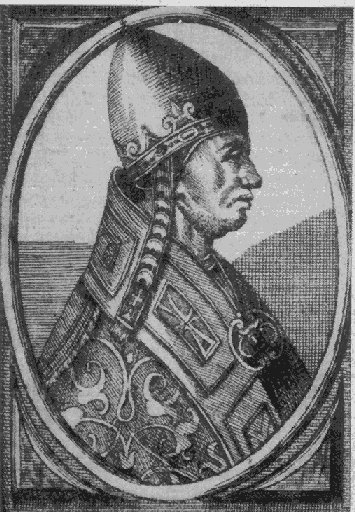
Alexandre III

Dilecti Filii est une bulle pontificale. Elle a été fulminée par le pape Innocent III en 1198. Cette bulle était un rappel de la bulle Militia Dei au clergé séculier qu'ils ne devaient se contenter que du quart des legs faits à l'ordre du Temple.
Cette bulle fait suite aux plaintes de Templiers. En effet, il semble que le clergé prélevait alors un tiers des legs fait à l'ordre par les personnes désireuses d'être enterrées dans les cimetières de l'ordre. Ce privilège fut institué par le pape Innocent III, et permettait non seulement aux Templiers de se faire enterrer dans leurs propres cimetières, mais encore d'y admettre ceux qu'ils y acceptaient. Certaines conditions entouraient toutefois cet enterrement :
Le clergé séculier n'était pas en mesure de réclamer quoi que ce soit des legs fait par des gens en bonne santé, par des gens guéris après une maladie ou par ceux enterrés ailleurs. Mais un quart des biens légués au Temple par des personnes sur leur lit de mort devait leur être transmis.

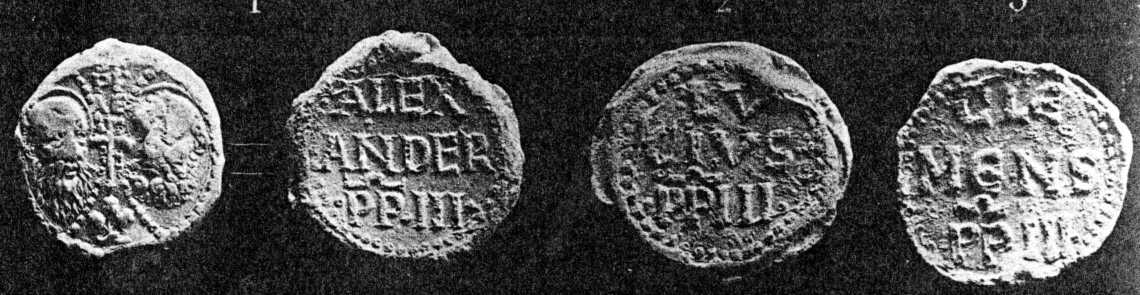
Sceau de Bulle pontificale d'Alexandre III

Urbain III précisa que rien ne pouvait être pris par le clergé de ceux qui n'habitaient pas dans le diocèse où ils étaient enterrés.
Innocent III ajouta plus tard que les armes et chevaux de guerre ne devaient pas entrer dans le calcul des possessions de ces morts, et allaient directement à l'ordre. Il autorisa également les prêtres de l'ordre à entendre la confession de ceux qui avaient choisi d'être enterrés dans un cimetière du Temple, ainsi que de porter leurs corps avec une croix et une procession jusqu'à la dernière demeure qu'ils s'étaient choisis.